# Мазолово (Витебская область)
Мазолово (бел. Ма́залава) — агрогородок в Витебском районе Витебской области Республики Беларусь. Административный центр Мазоловского сельсовета.

## География
Расположен в 14 км от Витебска, 4 км от железнодорожной станции Лужесно, около автомобильной дороги Р115 Витебск—Городок.

### Гидрография
На реке Лужесянка.

## Этимология
Мазела, Мазала или Масила (Mazela, Mazola, Massila) — имя германского происхождения.

## История
В 1717 году имением Мазалово владел конюший Оршанского повета Иван Дедерка и жена его Варвара, урожденная Фальковна. Несколько соседей и сам витебский воевода Казимир Александр Пацей, подавали на него жалобы в Витебский грод. суд из-за его самоуправства.
В 1740 году имелась водяная мельница.
В 1785 году небольшое имение «Мазалова» состояло из сельца Мазалова и деревни Мазалова. Всего 6 дворов. По ревизии мужеска пола душ 29, женщин 36. Всего земли 335 десятины. Под усадьбой десятины. Водяная мельница «о 2 поставах». Ручей, который подходит с севера назывался Сосница.
Владение городского секретаря Тимофея Мартинова сына Талки.

### Игнатий Маньковский. Усадьба «Милое»
В 1797 году небогатый витебский чиновник Игнатий Маньковский попросил императора Павла I способствовать его женитьбе на любимой девушке, т. к. богатый и знатный её отец отвергал жениха. Павел I передал Маньковскому в пожизненное владение казенное имение «Буева», которое граничило (было севернее) «Мазолово».
Позднее Маньковский, будучи уже витебским губернским прокурором (с 1801 года) купил имение Мазолово.

Император Павел и его время // Русская старина, № 8. 1882:
Рядом с Буевским имением находилась маленькая деревушка, Мазолово, в чрезвычайно живописном местоположении <...>. Эту-то самую землю, населенную уже небольшим числом крестьян, купил у Талькэ мой дядя; на приданное, полученное за женою, построил каменный двух этажный дом на описанной выше возвышенности, близь речки, между горами, покрытыми лесом; позади дома выстроил хозяйственные принадлежности, дал этой новой усадьбе название «Милой» — и там, выйдя в отставку, овдовев два раза и потеряв дочь и сына, проживал до конца жизни.
Обширные покои его дома меблированы были очень просто — и только на стене гостиной, над софою, занимал почетное место, в вызолоченной раме, портрет императора Павла I.
На другой стене, в раме гораздо проще, висел портрет, во весь рост, его первой жены, Рахели, урожденной Маковецкой, с сыном в пажеском мундире.

Прошли годы. После смерти дяди Буевское имение отошло обратно в казну, а «Милую» пришлось продать и она теперь перешла в другие руки; за нашим же родом остался один только холм, исключенный из продажи. Он порос высокими деревьями, а под ними покоится прах дяди, двух жен его, дочери и сына, да стоит скромный, один только для целого семейства, памятник: на каменной колонне гранитная урна с надписью: Tu es mortel, respecte done les tombeaux des morts.
В 1833 году (Маньковский умер в декабре 1831 года) в деревне Мазолово, а в имении 71 ревизская мужская крестьянская душа.

### Скляренко. Большая водяная мельница
В 1840 году имение в собственности надворного советника Владимира Скляренко.
В 1846 году в деревне 8 дворов, 141 житель. В имение («Милое»?) входили деревни Мазолово, Милое и Подвалица.
В имении была построена водяная мельница на 10 постав, при том что как правило мельницы устраивались на 2 постава.
Памятная книжка Витебской губернии на 1864 год (прим. официальный справочно-адресный ежегодник, выходивший в 1861—1914 годах. Издавался Витебским губернским статистическим комитетом, печатался в Санкт-Петербурге (1864—67) и Витебске (в остальные годы)
В имении Милое помещика Скляренко 10 ставов вымалывает 36,000 пудов муки. 11 рабочих

в имении Лужесное помещицы Краснодембской 8 ставов вымалывает 27,000 пудов муки
Кроме производства муки на мельнице была устроена суконовальня (прим. предприятие, где валяют сукно). В имении имелись кузница, фруктовый сад, хлебозапасный магазин.
В 1878 году имением Милое владел Скряренко Влодимир Моисеевич, оно включало в себя 192 десятины земли.
В 1893 году открыта школа.
В 1906 году в Верховской волости Витебского уезда Витебской губернии имение Мазалово, принадлежавшее княгине М. В. Друцукой-Соколинской (православной), включало в себя 91 дес. удобной земли, 13 дес. неудобной, 69 дес. под лесом. 1 двор. 11 мужчин, 13 женщин.
Деревня Мазолово Мазоловского сельского общества 126 дес. удобной земли, 8 неудобной. 18 дворов, 80 мужчин, 1 женщина.
Деревня Милое Мазоловского сельского общества 37 дес. удобной земли, 2 дес. неудобной. 7 дворов, 22 мужчины, 20 женщин. Все эти населенные пункты были очень близко друг от друга и находились у реки Лужеснянки.
В 1912 году водяной мельницей в имении Мазолево владел Рабинович И. Б.
У Витебского сельскохозяйственного техникума (Витебского практического сельскохозяйственного института) 1920 — 1924 (1938?) было учебное хозяйство (учхоз) «Мазолово».
После присоединения к БССР, с 20 августа 1924 года в Боровлянском сельсовете Северо-Витебского района Витебского округа, с 26 марта 1927 года в образованном Витебском районе.
15 февраля 1931 года Витебский район был упразднён, Боровлянский сельсовет перешел в подчинение Витебского горсовета.

### Центр сельсовета
В 1931 году центр Боровлянского сельсовета перенесен в Мазолово.
Был организован совхоз «Мазолово».
В 1932 году в Мазолово переселены деревни Буева и Шарки, в 1936 году — деревня Кукулево, в 1939 году — деревни Медведки, Новый Иерусалим, Юдина.
В 1938 году создана Мазоловская машинно-тракторная станция (Мазоловская МТС), которая работала до июля 1958 года.
В 1940 году в деревне 60 дворов. Во время войны на фронте погибло 16 человек.
С 1944 года существовала сельскохозяйственная артель (колхоз) «Призыв». Центр в д. Плетнище с 1962 г. в д. Мазолово. Колхоз прекратил работу 7 июля 2003.
С ноября 1956 по май 1960 существовала Мазоловская машинно-мелиоративная станция.
22 декабря 1960 года Боровлянский сельсовет был упразднён, а его территория вошла в состав новообразованного Мазоловского сельсовета.
По переписи 2009 года проживало 1380 человек.
В 2011 году деревня Мазолово преобразована в агрогородок.
В Мазолово проводились обследования при составлении словаря «Рэгіянальны слоўнік Віцебшчыны» (издание 2012, 2014).
Постановлением Совета Министров Республики Беларусь от 20.12.2004 № 1604 сельскохозяйственный производственный кооператив (СПК) «Мазолово» был передан на баланс ПРУП «Витебскоблгаз».
На 2018 год 614 домохозяйств, 1431 житель.
6 ноября 2018 года открылись агрокомплекс «Мазоловогаз», а также торговый центр с магазином и кафе.

## Население

### Численность
- 2019 год — 1438 жителей

### Динамика
- 1999 год — 1469 жителей, 605 дворов (перепись населения)
- 2003 год — 622 домохозяйства, 1502 жителя
- 2009 год — 1380 жителей (перепись населения)[8]
- 2014 год — 1218 жителей
- 2018 год — 614 домохозяйств, 1431 житель
- 2019 год — 1438 жителей (перепись населения)

## Инфраструктура
- Торговые объекты
- Средняя школа
- Детский сад
- Дом культуры
- Библиотека
- Врачебная амбулатория
- Аптека
- Отделение связи

## Экономика
- Предприятия мелиоративных водохозяйственных систем
- Филиал «Сельскохозяйственное производство «Мазоловогаз»
- ОАО «Микробиотики»

## Культура
- Дом культуры
- Библиотека

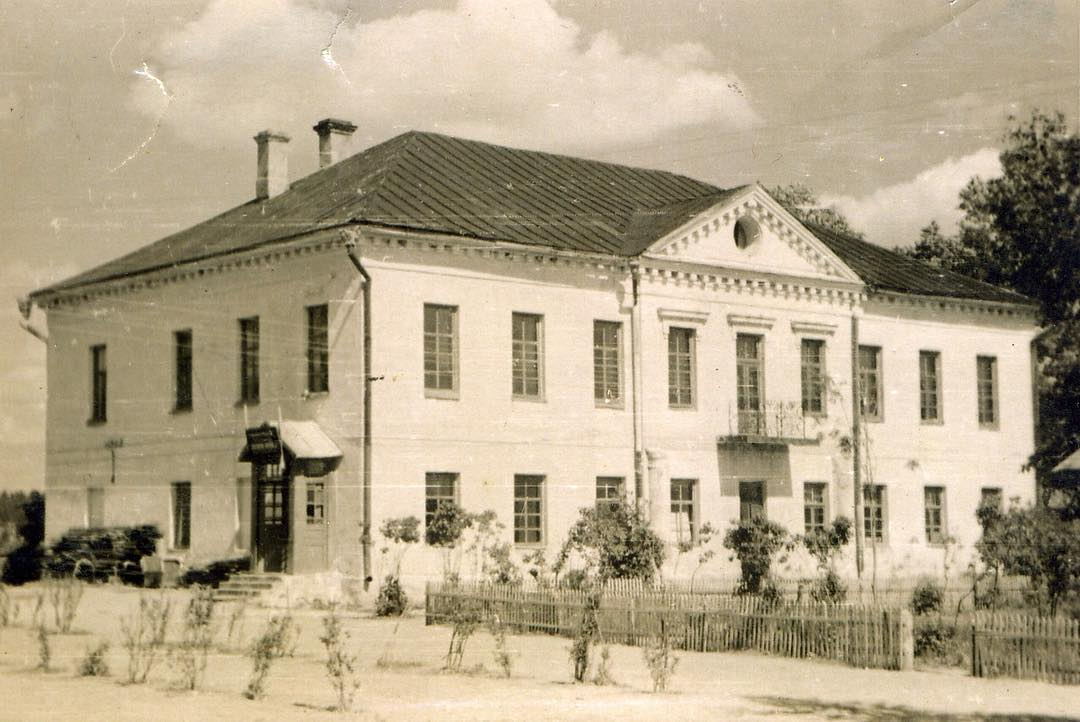
Усадьба Маньковских, также известная как «Милое»

- ГУ «Мазоловская детская школа искусств»
- Музей ГУО «Мазоловская средняя школа Витебского района имени В. А. Хабарова»

## События и мероприятия
- 2024 год — районный фестиваль "Дожинки"

## Достопримечательность
- Усадьба Маньковских, также известная как «Милое» —  Историко-культурная ценность Республики Беларусь, шифр 213Г000896. Сохранился усадебный дом XIX века (построен Витебским губернским прокурором и вице-губернатором, публицистом И. А. Маньковским) и фрагменты парка. Находится в центре агрогородка. В настоящее время здание принадлежит Витебской епархии, а часть его занимает православная церковь во имя Иоанна Воина.
- Храм святого мученика Иоанна Воина.
- Руины водяной мельницы В. М. Скляренко.

### Памятник, скульптура
- Памятник землякам, погибшим в Великой Отечественной войне. Установлена в 1968 году в сельском сквере.
- Памятная доска в честь Владимира Хабарова, комиссара первой Витебской партизанский бригады, на фасаде в честь присвоения средней школе его имени (2024)

## Съёмки кинофильмов
- «Чёрная берёза» (Беларусьфильм, 1977) — одна из сцен снималась в Мазолово, возле водяной мельницы (?).
- «Время выбрало нас» (Беларусьфильм, 1979) — частично снимался в Мазолово.

## Известные лица
- Немцов, Леонид Михайлович (род. 1958) — белорусский врач-гастроэнтеролог. Доктор медицинских наук (2005), профессор (2015).